# Conothele fragaria
Conothele fragaria es una especie de araña migalomorfa del género Conothele, familia Halonoproctidae. Fue descrita científicamente por Dönitz en 1887.
Habita en Japón.